# Maggio Musicale Fiorentino

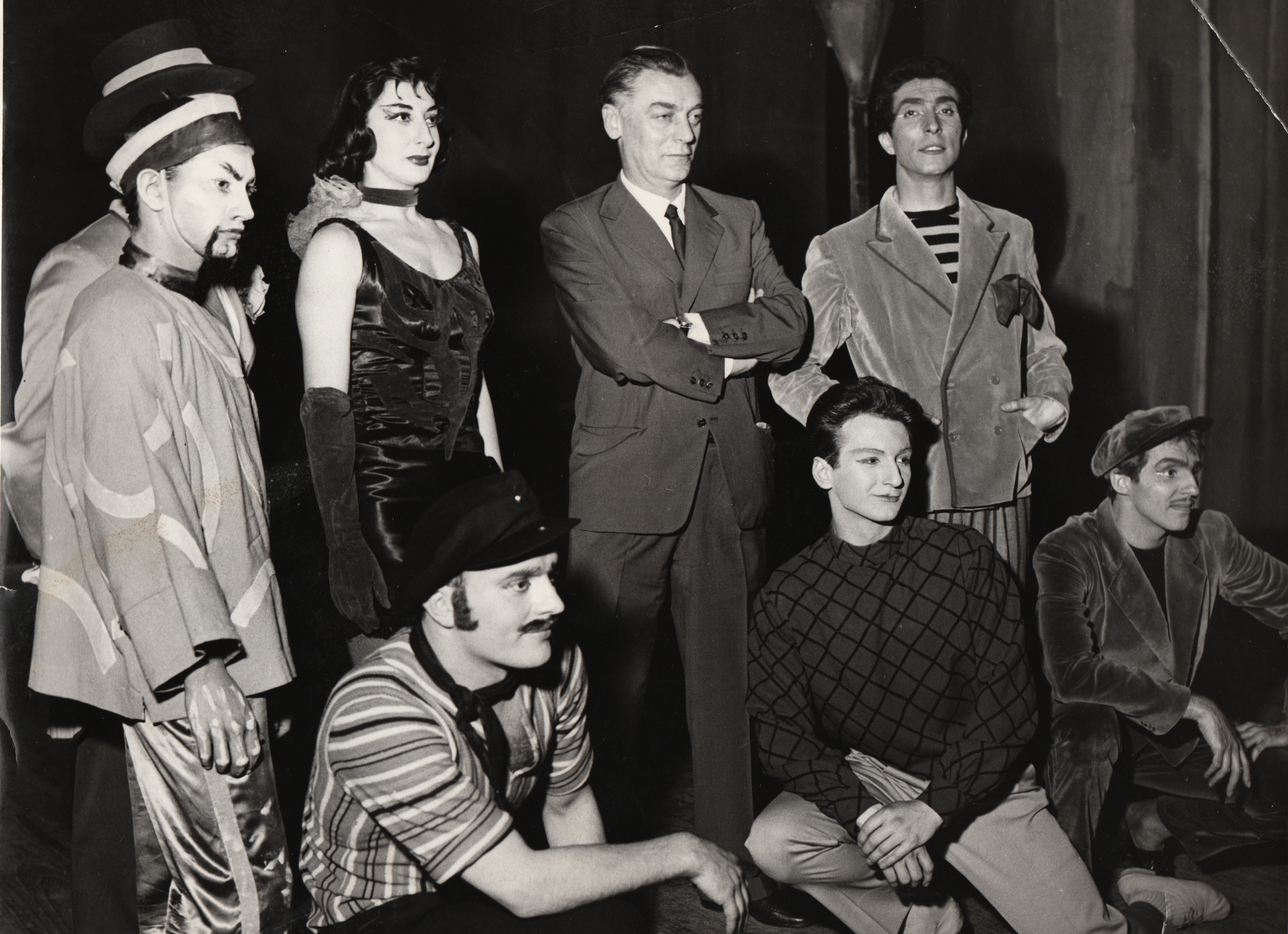
Maggio Musicale Fiorentino (photo de 1958).

Maggio Musicale Fiorentino (Mai musical florentin) est un festival annuel d'opéra qui se déroule chaque année dans la ville de Florence en Toscane.

## Historique
Le festival fut créé par le chef d'orchestre Vittorio Gui en 1933. À l'origine, un évènement bisannuel, il devient annuel à partir de 1938 et à l'exception des années de guerre.
Les spectacles ont lieu à l'Opéra de Florence (auparavant au Teatro Communale), au Teatro della Pergola, et parfois dans le Jardin de Boboli. Le répertoire est essentiellement italien, particulièrement les œuvres du XIXe siècle. 
Dans les années récentes, le festival a eu comme directeur artistique, Riccardo Muti et Luciano Berio.